# اقفل يا سمسم (مسرحية)
مسرحية من ثلاث فصول لسامي فريد، وهو كاتب قصة قصيرة ساخر. اتجه إلى المسرح بعد رحلة مع القصة القصيرة والأقصوصة والكتابات الساخرة والترجمة والمقال الصحفي والتحقيقات الصحفية. أولى اختياراته هو اختياره لشخصيتين من بين الشخصيات المعروفة من أبطال الحواديت التي تُحكى للأطفال. لذلك اعتمد سامي فريد على افتراض (ماذا لو؟!)ولكن على أرض شرقية بأبطال شرقيين. يحدد المؤلف مسرح والزمان الحدث، يخدعك كاتب العمل ببراءة في ظاهرها طفولية عندما يوهمك بالتزامه بالحبكة التقليدية المعروفة للحكايتين( علي بابا والأربعين حرامي) و (رحلات السندباد) ثم يفاجئك بأن باكن هذه المعالجة الإفتراضية للعمل نضج ووعي أخلاقي وإنساني وسياسي؛ فالقضية ليست قضية حدوتة ملتوية وإنما تحديد الهوية الأخلاقية للمواطن العربي، وتغيير مسلمات خاطئة نشأت عليها أجيال عديدة مغيبة.

## الفصل الأول

### المشهد الأول

#### المكان
يبدأ الفصل الأول في ديكور مسرحي يمثل مدينة بغداد القديمة. ومجموعة من الأطفال يلعبون ويثرثرون. في نفس المشهد ينتقل المكان إلى مقهى شعبي. ثم إلى جانب من حديقة قصره، الجو حفلة والقناديل الملونة مضاءة..طعام وشراب وموسيقى وغناء في الخلفية. وجزء من المشهد في غرفة علي بابا داخل قصره.

#### الزمان
زمن هارون الرشيد، الوقت ليلًا والفرق في القناديل الإسلامية مظفأة أو مضاءة. بعد مرور فترة من الزمن يكبر فيها الأطفال ويصبحون شبابًا.

#### الشخصيات
قاسم وشقيقه علي بابا وصديقهما السندباد في سن صغير. في ركن آخر من المسرح حكواتي بربابة وزبائن وصبي القهوة. وبعد مرور زمن يظهر علي بابا وشقيقه والسندباد في هيئة رجال. وضيفوهم هم: صوت 1، صوت 2، صوت 3، صوت 4. ثم تظهر مرجانة زوجة علي بابا وبعدها ثلاث شخصصيات تظهر في هذا المشهد وتختفي لأخر المسرحية وهم شخصية: رجل البنك، السمسار، الجوكي.

#### الأحداث
في بداية المشهد يثرثر قاسم وشقيقه علي بابا وصديقهما السندباد. يستعرض كل واحد من الثلاثة حلمه وهدفه الذي يريد تحقيقه، يبدأ السندباد الحديث قائلًا:
| اقفل يا سمسم (مسرحية) | عندما أكبر سأكون بحارًا ألف العالم بسفينتي أسد البحار، أبيع واشتري وأقاتل الظالم وأنصر المظلوم وأعود إلى بغداد منتصرًا | اقفل يا سمسم (مسرحية) |

ثم يرد علي بابا:
| اقفل يا سمسم (مسرحية) | سأصبح ثريًا، تصدع الموسيقى في قصري، يقصدني المحتاجون فأقضي حوائجهم ولا أرد طالبًا عن بابي أبدًا | اقفل يا سمسم (مسرحية) |

وأخيرًا يقول قاسم:
| اقفل يا سمسم (مسرحية) | سأصبح أغناكم..أتاجر فأشتري بسعر التراب وأبيع أغلى من الذهب. سأصبح ملك الأسواق بغداد وأغنى الأغنياء | اقفل يا سمسم (مسرحية) |

ثم يسود الظلام ويضئ ركن المقهى، يصلح الحكواتي ربابته فيما يخاطبه الزبائن. يقترح زبون 3 أن يسمعوا الليلة قصة أبو زيد بينما يعترض زبون 2 ويقترح حسن ونعيمة فيرد الحكواتي:
| اقفل يا سمسم (مسرحية) | ح أسمعكم حكاية العقل والجنون.. حكاية الطمع والقناعة..حكاية الحلال والحرام..الحق ..الباطل | اقفل يا سمسم (مسرحية) |

إظلام تدريجي في ركن الحكواتي والقهوة، يعود بنا الزمن إلى عصر هارون الرشيد ومشهد لعلي بابا يحكي قصة كنز الزمرد في حجم البيضة، أضغر وأكبر أحجار حمراء وخضراء وصفراءوبيضاء..ألوان الطيف كلها الذي وجده في بيت أبيه. بينما يصدر قاسم بعض الإشارات التي تدل على الحسد والغيرة. يساور الضيوف الشكوك حول مصدر هذه الثروة فيقول: « احك لنا يا سيد علي بابا.. وكيف عرفت أن الوالد يرحمه الله ترك لكما.. أقصد ترك لك»
فيهب قاسم من مكانه مطالبًا أخاه بحقه في هذه الثروة كونه أخيه وأنه وجده في بيت أبيهما وليس أبيه وحده. تكاد تنشب مشاجرة بين الأثنين يتدخل السندباد، يهدأ الجميع ويواصلون الاستماع. تخفت الإضاءة في مشهد الحديقة وتضيئ في مشهد القهوة البلدي، زبائن القهوة بين أنفاس الشيشة ولعب الطاولة يشاركون في حوار عن علي بابا. يعلق الحكواتي على الحدث، بينما يتناقش علي بابا وزوجته مرجانة التي تعاتبه على كذبه وإدعاءه إنه وجد هذا الكنز ف بيت أبيه وتحذره من العواقب الوخيمة وتنذره بخسارة الناس وأصحابه والأهم هم خسارة نفسه. تقول:
| اقفل يا سمسم (مسرحية) | حتشوف واحد تاني يا سيدي.. واحد بيعيش ويتمتع بمال غيره.. من مال مش حلاله..عارف المال الحلال ده زي إيه يا علي.. زي الزوجة الحلال.. والمال الحرام زي العشيقة..تحب إيه يا علي؟ رد يا علي.. جاوبني.. | اقفل يا سمسم (مسرحية) |

 يدافع علي بابا عن نفسه مبررًا أن هذا المال رزق أتَتَ به السماء ثم يطلب علي بابا نصيحة مرجانة وينتهي المشهد باستمرار الحوار صامتًا بالشكل فقط. تعود الأضواء إلى المقهي البلدي والحكواتي والجمهور الذي كان يتابع المشهد ليشارك الآن بالتعليق وإبداء الرأي والنصيحة.

## الفصل الثاني

### المشهد الأول

#### المكان
ميناء المراكب، حركة وعمال وشحن وتفريغ. في الخلف مركب السندباد طاوية أشرعتها في انتظار الإبحار وفي المقدمة زوارق صغيرة بعضها يقوم عمال بإعادة طلائه أو إصلاحه وبعضها مقلوب في انتظار الإصلاح.

#### الزمان
في عصر الدولة العباسية.

#### الشخصيات
علي بابا والسندباد وعمال الميناء: عامل 1، عامل 2، عامل 3.

#### الأحداث
يدخل علي بابا يسأل عن السندباد بعض العمال المنهمكين في أعمالهم. يدله عامل 2 على مكان السندباد. علي بابا يتركهم وينادي على السندباد من تحت ويعود العمال إلى أعمالهم. يتوجه السندباد إلى علي بابا الذي يجري عليه في لهفة ويتعانق الصديقان في شوق وحب. يبدأ السندباد حديثه بسؤاله لعلي بابا:
| اقفل يا سمسم (مسرحية) | احكِ لي، عيناك تقولان لي أن بيننا حديث طويل | اقفل يا سمسم (مسرحية) |

يحكي علي بابا قصته مع الكنز وكيف وجده ويصف عصابة الأربعين حرامي، لم يصدقه السندباد في أول الأمر ويخبره أن لا يفسد صداقتهما الحلوة ويجب أن يعيد المال، يتحاور ويتشاور الصديقان حتى يصلا إلى حل وهو أن يعيد كل شئ إلى أصله أن يذهب إلى القاضي ويجكي له ما حصل ويخبره برغبته في رد المال لأنه حرام.

### المشهد الثاني

#### المكان
أمام مغارة الأربعين حرامي. إضاءة كاملة نهار. يمكن تغيير مكان القهوة وجمهورها.

#### الزمان
في عصرنا هذا الحكواتي يُكمِل لزبائن القهوة حكاية علي بابا.

#### الشخصيات
الحكواتي وقاسم شقيق علي بابا ويتعرف الجمهور على أفراد عصابة الأربعين حرامي لأول مرة وهم: أبو سريع، وغندر زعيما العصابة، وباقي أفراد العصابة.

#### الأحداث
الحكواتي يغني أغنية تعبر عن حيرة علي بابا وماذا سيفعل بالثروة وخوفه من اللصوص ورأي الناس وخوف من قاسم شقيقه. بينما يكلم قاسم نفسه، ويبدأ صوت الحكواتي يغني أغنية تحذر قاسم من الغدر بأخيه وتنصحه بالتريث والتفاهم. قاسم أمام باب المغارة يصفق بيديه وينادي. ينهض غندر ليرى من ينادي في الخارج بينما أفراد العصابة يستيقظون ويفركون عيونهم في كسل وأبو سريع ينخسهم ويستحثهم. يخبرهم قاسم أن علي بابا عرف أسرارهم وكشف مستورهم وسرق خزائنهم وكنوزهم. جميعًا في صوت واحد يهجمون على قاسم الذي يتراجع للخلف خائفًا:
| اقفل يا سمسم (مسرحية) | هو فين علي بابا؟! | اقفل يا سمسم (مسرحية) |

## الفصل الثالث

### المشهد الأول

#### المكان
ركن من المسرح فيه القاضي ومعه رئيس الشرطة.

#### الزمان
يعود الزمن مرة أخرى إلى العصر العباسي.

#### الشخصيات
لأول مرة يظهر يظهر القاضي ومعه رئيس الشرطة وبعض الجنود والحرس. أمامه يقف علي بابا والسندباد.

#### الأحداث
يبدأ علي بابا المشهد بعد أن حكى ما حدث، يتدخل السندباد ليؤكد على صدق على بابا ويوجه كلامه لرئيس الشرطة ويخبره أن لحظة القبض عليهم باتت قريبة. رئيس الشرطة يبتسم سعيدًا ويدق على صدره وبطنه فخورًا. رئيس الشرطة ينادي جنوده. يظهر طابور منتظم من الجنود المسلحة تدخل المسرح في مشية عسكرية تدق على الأرض بأقدامها في خطوة منتظمة ويظهر معهم رئيس الشرطة وعلي بابا والسندباد يلبسون ملابس الشرطة. يشير رئيس الشرطة لعلي بابا والسندباد كي يتبعهم ويتقدم السندباد:
| اقفل يا سمسم (مسرحية) | افتح عيونك جيدًا يا علي بابا..أمّا أنا فسأراقب كل شئ..هيا | اقفل يا سمسم (مسرحية) |

### المشهد الثاني

#### المكان
المسرح في حالة فوضى وهرج ومرج وإظلام وإضاءة بشكل يدل على مطاردة الشرطة للصوص داخل وخارج المغارة. تبدو المغارة والغابة وأشباح الجنود واللصوص.

#### الزمان
في العصر العباسي.

#### الشخصيات
رجال الشرطة ورئيس الشرطة والجنود وأفراد العصابة بزعيميها غندر وأبو سريع وقاسم وعلي بابا والسندباد ومرجانة.

#### الأحداث
معركة وكر وفر، ولص يحاول يهرب فيطارده عسكري ويقبض عليه. ثم يدخل الجنود يحملون اللصوص على فروع الأشجار مثل فرائس الصيادين في الغابة. في أول الطابور غندر وخلفة أبو سريع ثم قاسم. يمضي بهم الجنود وسط تهليل مواكب الجماهير. أغان وهتافات وترقص مرجانة رقصة الحجالة مع تصفيق الجماهير وفي مقدمتهم علي بابا والسندباد.

## القصة
تروي المسرحية قصة علي بابا الذي يصبح ثريًا ويخبر الناس أنه ورث مالًا عن أبيه. يجمع الأصدقاء ويروي لهم قصة وهمية أنه اكتشف كنزًا مدفونًا في بيت أبيه، فتثير هذه القصة غيرة وحقد أخيه قاسم الذي ترك بيت أبيه بحثًا عن الثراء لذلك لم يسمح له علي بابا بمقاسمة المال معه. يكتشف قاسم أن مال أخيه لم يرثه عن ابيه مثلما ادعى وإنما سرقه من مغارة الأربعين حرامي. في الوقت نفسه يحمل علي بابا في نفسه هم هذا المال المسروق ويستشير زوجته ثم يستشير صديقه المقرب السندباد وينصحانه بأن يعيد المال إلى أصحابه الأصليين وهم من سرقهم أفراد العصابة. يذهب علي بابا إلى القاضي ويحكي له إنه عند مروره بجانب مغارة الأربعين حرامي أكتشف سرهم وهم يفتحون المغارة مرددين عبارة افتح يا سمسم فجربها بعد أن غادروا وبالفعل دخل إلى المغارة وأخذ منها ما يشاء. بعد ما انتهى علي بابا من شهادتهن يأمر القاضي رجال الشرطة باقتحام مقر العصابة ويقبضون عليهم ومعهم قاسم الذي ولسوء حظه كان متواجدًا هناك ليوشي بأخيه عند العصابة للتخلص منه.

## تحليل الشخصيات

### علي بابا
هو الشخصية الرئيسة في المسرحية وتدور حوله الأحداث وهو المحرك الرئيس للشخصيات. يعرف نفسه في الفصل الأول بأنه الغني.